# إرنست مارسدن
إرنست مارسدن (بالإنجليزية: Ernest Marsden) (و. 1889 – 1970 م) هو فيزيائي، وعالم نووي من المملكة المتحدة . ولد في مانشستر . وكان عضواً في الجمعية الملكية .
توفي في ويلينغتون ، عن عمر يناهز 81 عاماً.

## التعليم
تعلم في جامعة مانشستر، وجامعة فيكتوريا (ويلينغتون)

## جوائز
حصل على جوائز منها:
- زمالة الجمعية الملكية
- شريك وسام القديس ميخائيل والقديس جورج
- قائد وسام الامبراطورية البريطانية
- الصليب العسكري.